# Денман, Чарльз Спенсер, 5-й барон Денман
Чарльз Спенсер Денман, 5-й барон Денман, 2-й баронет CBE MC (англ. Charles Spencer Denman, 5th Baron Denman, 2nd Baronet; 7 июля 1916 — 21 ноября 2012) — британский предприниматель, участник Второй мировой войны.

## Биография
Родился 7 июля 1916 года в Пенрите (ныне графство Камбрия). Старший сын сэра Ричарда Дугласа Денмана, 1-го баронета, члена парламента Великобритании от Карлайла и Либеральной партии (позднее от Лидса и Лейбористской партии). Обучался в частной школе Шрюсбери в Шропшире, окончил её в возрасте 16 лет без каких-либо отличий. Работал садовником в Лутон Ху, потом в Сент-Моусе и в Милоре (Корнуолл).
В 1939 году Денман записался в Территориальную армию, в 1-й батальон лёгкого пехотного полка герцога Корнуольского, в 1941 году был отправлен в Британскую Индию, оттуда в Ирак и в Северную Африку. 5 июня 1942 в битве при Газале солдат с немецкого бронеавтомобиля бросил гранату, которая взорвалась в британском окопе: там находились Денман и рядовой Кент. Кент был серьёзно ранен, и Денман подбежал к бронеавтомобилю, заскочив на него, застрелив командира и двоих членов экипажа. Собрав остатки своей роты и дождавшись темноты, Денман повёл группу со смертельно раненым Кентом: отряд прошёл 12 миль, прежде чем встретил британские части. За мужество Денман был награждён Военным Крестом указом от 13 августа 1942 «в знак признания отважной и выдающейся службы на Среднем Востоке». В 1943 году произведён в майоры. Позднее участвовал в подготовке вторжения британских войск в Грецию.
В 1957 году умер отец Денмана, и тот стал баронетом (2-й баронет Доувдейл); в 1971 году скончался его кузен, и Денман стал уже бароном. В 1976 году награждён Орденом Британской империи в канун празднования Нового года, получив звание командора. В 2004 году стал рыцарем-командором королевского ордена Франциска I итальянской королевской семьи.
Скончался 21 ноября 2012 года в Хайдене (Западный Суссекс) в возрасте 96 лет.
Был женат на Шейле Энн Стюарт. В браке родились дочь Джиллиан Патрисия и сыновья Ричард Томас Стюарт (наследник баронского титула, 6-й барон Денман), Джеймс Стюарт и Кристофер Джон.